# Пунта Гаљинас
Пунта Гаљинас (шп. Punta Gallinas) је рт и најсевернија тачка Колумбије и Јужне Америке. Налази се на 12°27‘ сгш и 71°40‘ згд.

## Географија
Рт је смештен на обали Карипског мора у колумбијској провинцији Ла Гвахира, на полуострву Гвахира. У овој области влада семиаридна клима, температуре су високе током целе године, а вегетација је пустињска — жбунови и закржљале биљке.